# Tectaria lifuensis
Tectaria lifuensis är en ormbunkeart som först beskrevs av Fourn., och fick sitt nu gällande namn av Carl Frederik Albert Christensen. Tectaria lifuensis ingår i släktet Tectaria och familjen Tectariaceae. Inga underarter finns listade.